# Jean Richard (storico)
Jean Barthélémy Richard (Le Kremlin-Bicêtre, 7 febbraio 1921 – Digione, 25 gennaio 2021) è stato uno storico francese specializzato in storia medievale.
Era considerato un esperto delle crociate e il suo lavoro riguardante le missioni latine in Asia venne definito come "insuperabile". Fu membro dell'Institut de France e presidente della prestigiosa Académie des Inscriptions et Belles-Lettres nel 2002.

## Vita privata
Era sposato con la storica dell'arte Monique Richard, nata Rivoire, scomparsa il 14 ottobre 2017. I due ebbero un figlio nato nel 1948: Francis.

## Opere
- Le comté de Tripoli sous la dynastie toulousaine (1102-1187), 1945
- Le royaume latin de Jérusalem, Presses universitaires de France, 1953, OCLC 1225909.
- Les ducs de Bourgogne et la formation du duché XIe-XIVe siècle, 1954 (tesi)
- Le cartulaire de Marcigny-sur-Loire (1045-1144), 1957 (tesi complementare)
- Histoire de la Bourgogne, 1957
- Chypre sous les Lusignans. Documents chypriotes des Archives du Vatican (XIVe et XVe siècles), 1962
- Simon de Saint-Quentin. Histoire des Tartares, 1965
- L'esprit de la croisade, 1969
- La papauté et les missions d'Orient au Moyen Âge, 1977
- Histoire de la Bourgogne, 1978 (curatore)
- Les récits de voyages et de pèlerinages, 1981
- Le livre des remembrances de la Secrète du Royaume de Chypre (1468-1469), 1983 (con T. Papadopoullos)
- Saint Louis, roi d'une France féodale, soutien de la Terre Sainte, 1983
- The Crusades: c. 1071 - c. 1291 tradotto da Jean Birrell, 1999, Cambridge University Press, ISBN 978-0-521-62566-1
- Histoire des croisades, Fayard, 1996

### Opere in italiano
- La grande storia delle crociate, collana Il Giornale. Biblioteca storica, traduzione di Maria Pia Vigoriti, vol. 1, Roma, Newton & Compton editori, 1999, SBN RCA0867028.

## Onorificenze
- Grand Ufficiale dell'Ordine Nazionale al Merito
- Commendatore dell'Ordine delle Palme Accademiche
- Commendatore dell'Ordine delle Arti e delle Lettere
- Cavaliere dell'Ordine di San Michele e San Giorgio (Regno Unito)